# Anglo-lranian Oil Co. (Royaume-Uni c. Iran)
L'affaire Anglo-Iranian Oil Co. (Royaume-Uni c. Iran) a été jugée par la Cour internationale de justice (CIJ) le 22 juillet 1952, qui s'est déclarée incompétente en la matière, conformément aux demandes de l'Iran.

## Affaire
Cette affaire concernait la nationalisation de l'Anglo-Iranian Oil Company par l'Iran de Mossadegh. La chronologie complète de la nationalisation s'étale de 1950 à 1954.
Le 15 et 20 mars 1951, le sénat iranien vota un et promulgua une loi de nationalisation de l'industrie pétrolière, à l'origine du différend avec la compagnie britannique. Celle-ci contesta la mesure auprès du gouvernement iranien sans succès et la loi fut adoptée le 28 avril 1951. Elle reçut ensuite la sanction impériale le 1er mai 1951. Cette loi prévoyait la création d'une commission mixte, composée de cinq sénateurs et de cinq députés élus par chacune des deux chambres et du ministre des Finances. Elle obligeait le gouvernement iranien à « procéder immédiatement à l’expropriation de l’ancienne Anglo-Iranian Oil Company, sous le contrôle de la Commission mixte ». Les installations pétrolières de l'AIOC furent reprises par la nouvelle Société nationale de pétrole iranien (SNIP) ou National Iranian Oil Company (NIOC) qui reprit les accords pétroliers pour son propre compte.
Le Royaume-Uni affirmait que la loi de nationalisation de 1951 violait la convention de 1933 entre l'Anglo-Persian Oil Co. (devenue Anglo-Iranian Oil Co., aujourd'hui BP) et le gouvernement impérial de Perse (devenu l'Iran), qui accordait une concession de 60 ans à la compagnie pétrolière britannique sur 100 000 km2, en échange d'un faible pourcentage de royalties.
Londres porta donc plainte le 26 mai 1951 devant la CIJ, demandant que la convention de 1933 soit respectée et que l'Iran paie des dommages et intérêts pour avoir lésé la compagnie pétrolière.
Toutefois, la CIJ se déclara incompétente le 22 juillet 1952 en soulignant que l'Iran n'avait accepté la juridiction de la CIJ que sur les traités contractés après 1932, et que le seul traité postérieur à cette date cité par Londres concernait l'Iran et une compagnie étrangère, et non le Royaume-Uni en tant que tel. Ce sur quoi elle se jugeait non compétente, conformément aux demandes iraniennes.

## Retour historique:la concession de 1933
L'Anglo-Persian Oil Company (APOC), fondée en 1909 est la première société à exploiter les réserves pétrolières du Moyen-Orient.
À partir de 1920, l'APOC chercha à renégocier la concession d'Arcy conclue en 1901 (cédant au Royaume-Uni le contrôle des réserves pétrolières iraniennes pour une durée de 60 ans). L'accord Armitage-Smith, signé la même année, de manière hâtive et en défaveur de l'Iran fut fortement critiqué avec l'arrivée au pouvoir de Reza Chah Pahlavi en 1925. Malgré des négociations ouvertes pour revoir les termes de la concession à partir de 1928, cette dernière fut annulée de manière unilatérale par le gouvernement iranien le 27 novembre 1933, avançant 9 raisons principales pour justifier cette décision.
Le Royaume-Uni renvoya le différend devant la Société des Nations après avoir tenté de se faire entendre devant la Cour pénale internationale qui se déclara incompétente. À la fin des négociations, un nouveau contrat fut signé entre le gouvernement iranien et l'Anglo-Iranian Oil Company. Cet accord fut ratifié par le parlement Parlement le 28 mai 1931 et entra en vigueur par sanction royale le 29 mai 1933.
Par l’article premier de cette convention, le gouvernement iranien s’engage à accorder à la compagnie « le droit exclusif dans le territoire de la concession, de rechercher et d’extraire le pétrole, ainsi que de raffiner ou traiter de toute autre manière et de rendre propre pour le commerce le pétrole obtenu par elle ». La Compagnie se voyait également octroyé, sur l’ensemble du territoire de la Perse, « le droit non exclusif de transporter le pétrole, de le raffiner ou traiter de toute manière et de le rendre propre pour le commerce, ainsi que de le vendre en Perse et l’exporter ».
L' article 26 disposait : «  Cette Concession est octroyée à la Compagnie pour la période commençant le jour de son entrée en vigueur et expirant le 31 décembre 1993 ». Avant cette date, cette concession ne pourrait prendre fin que dans le cas où la Compagnie reconcerait à la Concession ou dans le cas où le tribunal arbitral déclarerait annulée la Concession par suite de faute de la compagnie.
Le gouvernement impérial de Perse s’engagea à ne pas annuler la concession ni les dispositions ou en altérer leur contenu.
L'article 22 disposait : « tous différends de nature quelconque entre parties » seraient tranchés par voie d’arbitrage. Un arbitre doit être choisi par chacune des parties et ces deux arbitres pourront désigner un tiers arbitre. En cas de désaccord pendant plus de deux mois, la nomination de ce tiers arbitre revient au Président de la CIJ. Si une partie refuse de nommer un arbitre alors le président de la CIJ nomme un arbitre unique pour trancher le différend.
Des discussions concernant la révision de la concession de 1933 furent ouverte en 1948. À la suite de ces négociations, un accord complémentaire fut signé en 1949.

## Introduction d'une instance devant laCour Internationale de Justicepar leRoyaume-Uni
Pour la compagnie britannique, la loi de nationalisation équivalait à une annulation ou une modification unilatérale des conditions de la concession de 1933, contrairement aux termes des articles 21 et 26 de celle-ci.
Le Royaume-Uni tenta dans un premier temps de régler le différend par voie diplomatique, proposant d'envoyer immédiatement une mission chargée de débattre des conditions d'un nouvel accord, sans recevoir de réponse de la part du gouvernement iranien.
La compagnie décida donc de déposer une note par laquelle elle demandait que le différend qui l'oppose au gouvernement iranien soit soumis à l'arbitrage, conformément à l'article 22 de la concession de 1933. Le 20 mai 1951, le ministre des Finances iranien envoya une lettre au représentant de la compagnie dans laquelle il écrivit que "la nationalisation de l'industrie des pétroles n'est pas susceptible d'arbitrage et aucune autorité internationale n'est compétente pour connaître de cette question".
Ainsi, conformément à l'article 22 de la concession, le représentant de la compagnie demanda au président de la CIJ de désigner un arbitre unique afin de trancher le différend. Le Royaume-Uni soutenait que :
- Le gouvernement iranien ne peut refuser de soumettre le différend à l'arbitrage
- La loi de nationalisation correspond à une annulation ou une modification unilatérale des dispositions du traité de concession conclu en 1933, commettant ainsi un acte illicite contre la compagnie de nationalité britannique
- Le gouvernement iranien refuse à la compagnie  le recours juridique exclusif expressément prévu par le traité de concession de 1933, et est donc responsable d'un déni de justice à l'égard de la société britannique.
- Par sa manière d'agir, le gouvernement iranien a traité un ressortissant britannique d'une manière qui n'est pas conforme aux principes du droit international et, de ce fait, a commis un délit international contre le gouvernement du Royaume-Uni.

Le gouvernement britannique introduisit donc une instance devant la Cour Internationale de Justice (CIJ), faisant usage de son droit de protection diplomatique. Selon le gouvernement du Royaume-Uni, l'accord de 1933 aurait eu un caractère double : un contrat de concession entre l'Iran et la compagnie et un traité international entre l'Iran et le Royaume-Uni. Ainsi, le gouvernement britannique considérait le contrat de concession de 1933 comme une "convention".
Selon le gouvernement britannique, la Cour était compétente car le différend est visé par les dispositions de la déclaration déposée au Secrétariat de la Société des Nations le 19 septembre 1932, par laquelle le gouvernement iranien accepte la juridiction de la CIJ. Le gouvernement iranien est donc convenu d'accepter la juridiction de la Cour. De plus, ce différend remet en cause des traités et conventions acceptés par le gouvernement iranien par lesquels il est tenu d'accorder aux ressortissants britanniques le même traitement qu'il accorde aux ressortissants de la nation la plus favorisée et conformément aux principes du droit international.
Le gouvernement iranien eut d'abord recours à des avocats français, qui se retirèrent un mois avant les plaidoiries à la suite de pressions du gouvernement britannique. L'Iran se tourna alors vers l'avocat belge Henri Rolin, qui axa toute la défense sur le fait que la CIJ n'était pas compétente pour juger l'affaire.

## Refus du Gouvernement impérial d'Iran de reconnaître la compétence de la Cour
La CIJ a rapidement rendu une décision provisoire, proposant de superviser les opérations de la société pétrolière par un conseil de cinq membres - deux de chaque État et un cinquième d'un tiers - jusqu'à ce que la question juridique soit résolue. Le Royaume-Uni a accepté, alors que l'Iran a refusé par principe, arguant que la CIJ n'a aucune juridiction sur cette affaire. Le gouvernement impérial d'Iran refusa en effet de reconnaître la compétence de la Cour, affirmant, qu'il n'avait pas consenti à soumettre à la Cour le litige qui l'opposait à l'ex-compagnie et au Royaume-Uni.
Premièrement, le gouvernement iranien avança que personne ne peut contester le caractère essentiellement national du litige, et le droit d'un Etat à procéder à la nationalisation des industries-clefs qui représentent pour la collectivité nationale un élément essentiel de prospérité, ainsi qu'un "droit des peuples à disposer d'eux-mêmes". De plus, le gouvernement iranien rappela que les pratiques de nationalisations ont toujours été reconnues par la pratique internationale. La nationalisation ne serait donc pas une expropriation mais plutôt l'aboutissement d'une politique de "libération nationale et matérielle poursuivie depuis longtemps et dont l'épisode de 1951 n'a été qu'un des plus marquants. Par l'aliénation des richesses naturelles de son sous-sol, sans compensation équitable, sans possibilité de contrôle, la nation iranienne s'est trouvée obligée de demeurer pendant des décades dans une situation économique et sociale précaire, entrainant, en outre, une intrusion constante de l'influence étrangère dans ses affaires intérieures". Les matières premières constituant des richesses naturelles contenues dans le sol d'un pays seraient donc assimilables à son territoire. Or, la libre disposition de celui-ci fait partie des affaires qui relèvent de la compétence nationale. Selon le gouvernement iranien, le contrat de concession de 1933 relevait de l'ordre interne et ne comportait pas un engagement international.
De plus, la nation iranienne affirma avoir toujours considéré la concession de 1933 comme nulle et caduque, étant donné les circonstances dans lesquelles elle aurait été imposée en Iran. Elle aurait été signée par des négociateurs obéissant à des instructions dictées par des "gouvernants qui n'étaient en réalité les représentants de la nation, mais les représentants d'un pouvoir personnel lui-même dépourvu d'une véritable indépendance". De ce fait, le gouvernement iranien estimait cette concession invalide, mettant fin à tous ses articles. Il ne pouvait donc pas y avoir de déni de justice de la part du gouvernement iranien dans cette affaire. Enfin, la nationalisation du pétrole portait sur tout le territoire iranien indistinctement, sans tenir compte de la nationalité des exploitants, ne pouvant pas être qualifiée de discriminatoire.
On peut lire dans la conclusion des observations préliminaires rendues à la CIJ par le gouvernement iranien:
"En soutenant cet ensemble logique de prétentions concordantes, le Gouvernement de l'Iran considère qui'il ne fait que maintenir sa situation d'État souverain et que, notamment, en donnant pour point de départ à toute sa thèse le "droit de nationalisation" qui depuis un demi-siècle n'a jamais été considéré comme en contradiction avec les principes du droit international, mais au contraire toujours reconnu comme une forme du droit à la vie, il se borne à revendiquer "l'égalité souveraine " proclamée à l'article 2 de la Charte de San-Francisco. Ni le droit commun, ni le droit conventionnel ne sont en contradiction avec sa thèse et le caractère hybride de l'accord de 1933 que le Gouvernement du Royaume-Uni s'efforce de soutenir et qui est la base essentielle de ses prétentions, se présente au contraire comme une thèse entièrement artificielle."

## Déclaration d'incompétence de la CIJ
Dans son arrêt du 22 juillet 1952, la Cour se déclara incompétente par 9 voix contre 5, conformément aux demandes iraniennes.
La Cour n'est compétente que lorsqu'un différend concerne des accords intergouvernementaux. L'Iran n'avait accepté la juridiction de la Cour que sur des traités contractés après 1932. Le seul traité postérieur cité par le gouvernement britannique correspond à un contrat entre une entreprise privée et l'Etat iranien. La Cour a donc rejeté la thèse selon laquelle l'accord de 1933 aurait eu un caractère double, pour le motif selon lequel le Royaume-Uni n'était pas partie au contrat : "Le Royaume-Uni n'est pas partie au contrat, ce qui, par conséquent, ne crée aucun lien entre les deux gouvernement et ne règle en aucune façon leurs rapports".

## Conséquences
Le Royaume-Uni, après la déclaration d'incompétence de la Cour tenta de se retourner vers le Conseil de Sécurité des Nations Unies, sans succès et imposa alors un embargo contre l'Iran.
La loi de nationalisation des installations de l'Anglo-Iranian Oil Company en 1951, fut également l'origine de la crise d'Abadan (1951-1954), après l'expulsion des sociétés pétrolière britanniques des raffineries de la ville d'Abadan. Cette crise eu un impact économique désastreux pour le pays, atteignant son sommet avec l'opération Ajax menée par les services secrets britanniques et américains en 1953 et l'exil de Mohammad Reza Chah. La crise fut résolue fin 1954 avec la signature de nouveaux contrats pétroliers avec des compagnies occidentales.